# إبراهيم الشامي
إبراهيم الشامي هو ممثل ومسرحي مصري، من مواليد 3 يوليو 1921 في قرية أبو صير بالغربية. وهو ممثل مصري حاصل على الدبلوم الصناعي. عمل بسلاح الصيانة بالجيش المصري، وترعرع في حي الحسين وسكن فيه ولم يتركه إلى أن فارق الحياة. بدأت رحلته الفنية من خلال شغفه بالمسرح الديني ثم انتقل إلى المسرح العسكري وكان من المؤسسين له حين كان ضابطاً في القوات المسلحة. وحصل على وسام تفوق من معهد الفنون المسرحية. أعماله السينمائية قليلة إلى حد ما، واتسم في أفلامه بشخصية الرجل بالغ القسوة.
تطوع في حرب فلسطين 1948 تحت البطل أحمد عبد العزيز. وتم أسره وحكم عليه بالإعدام هو والممثل حسن عابدين. لكن زملائهم نجحوا في تحريرهم.

## عمله وعلاقته بالإخوان المسلمين
وكان هذا من خلال فريق الإخوان المسلمين المسرحي والذي أسسه عبد الرحمن البنا شقيق حسن البنا مؤسس الجماعة، وكان تأسيس الفريق في ثلاثينيات القرن الماضي والذي كان يضم كوكبة من نجوم المسرح والسينما بعد ذلك أمثال (عبد المنعم مدبولي – محمود المليجي – عبد البديع العربي – إبراهيم الشامي – محمد السبع –سراج منير).
كان الفريق أيضا يضم عناصر نسائية أمثال (فاطمة رشدي – عزيزة أمير) وقد قدم فريق الإخوان المسرحي ثماني مسرحيات من أهمها (جميل بثينة) ومسرحية (صلاح الدين بطل حطين) وهي من تأليف عبد الرحمن البنا والتي عرضت بدار الأوبرا المصرية والجدير بالذكر أن هذه المسرحيات تم إذاعتها عبر الإذاعة المصرية كبث مباشر وكانت تكاليف الإنتاج تتحملها وزارة المعارف المصرية. وكان الفنان إبراهيم الشامي من بين ثلاثة من الممثلين ذهبوا للقتال مع كتائب الإخوان المقاتلة بفلسطين وتم إعلان ذلك للجمهور في إعلان مسرحية صلاح الدين حين كتب في هامشه: «"من أعضاء الفريق في ميدان الحرب الآن: إبراهيم الشامي. فطين عبد الحميد. إبراهيم القرش"».

## أهم الأعمال السينمائية
1. بين القصرين (1964)
2. ثلاث لصوص (1966)
3. سارق عمته (1966)
4. الزوجة الثانية (1967)
5. الدخيل (1967)
6. حب وخيانة (1968)
7. الأرض (1970)
8. هروب (1970)
9. امرأة ورجل (1971)
10. لحظات خوف (1972)
11. مدينة الصمت (1973)
12. دموع بلا خطايا (1980)
13. رجل بمعنى الكلمة (1981)
14. ابن مين في المجتمع (1982)
15. أداء صوتي لشخصية الشارف الغرياني في فيلم عمر المختار (1982)
16. لا من شاف ولا من دري (1983)
17. مغاوري في الكلية (1985)
18. إعدام ميت (1985)
19. عصفور له أنياب (1987)
20. الأب الثائر (1988)
21. كتيبة الإعدام

## مسرحياته
- دماء على أستار الكعبة من تأليف فاروق جويدة وبطولة : سميحة أيوب ويوسف شعبان ومحمد أبو العينين

## مسلسلات
- عودة الروح
- علي الزيبق
- الشهد والدموع